# Co zrobić z naszymi staruszkami?
Co zrobić z naszymi staruszkami? (ang. What Shall We Do with Our Old?) – amerykański dramat krótkometrażowy z 1911 roku w reżyserii Davida Warka Griffitha.

## Obsada
- W. Chrystie Miller – Stary cieśla
- Claire McDowell – Żona starego cieśli
- Adolph Lestina – Lekarz
- George Nichols – Sędzia
- Elmer Booth – Zaatakowany więzień
- William J. Butler – Mężczyzna w sklepie
- Donald Crisp
- Edward Dillon – Mężczyzna w sklepie
- John T. Dillon – Mężczyzna w sklepie / za kratkami
- Frank Evans – Mężczyzna w sądzie
- Francis J. Grandon – Policjant
- Guy Hedlund – Młody cieśla w sklepie / w sądzie
- J. Jiquel Lanoe – Mężczyzna w sądzie
- Wilfred Lucas – Zdenerwowany więzień
- Alfred Paget – Mężczyzna w sklepie
- Vivian Prescott – Kobieta w sklepie
- W. C. Robinson – Mężczyzna w sklepie
- Charles West